# Епаминонд
Епаминонд (на старогръцки: Ἐπαμεινώνδας) (ок. 418 пр.н.е.–362 пр.н.е.) е тивански пълководец и държавник от 4 век пр.н.е., който трансформира елинския полис Тива, извеждайки го към лидерска позиция в Елада. По време на този процес той разбива спартанската военна мощ с победата при Левктра и освобождава месенските илоти, поробени от Спарта в течение на 200 години. Епаминонд прекроява съществуващото разпределение на силите, като разделя стари съюзи, създава нови, надвива здраво укрепени градове. Той е прочут и с военните си умения, тъй като създава и доразвива някои нови бойни тактики.
Цицерон го нарича „пръв мъж на Елада“, но всъщност новъведенията на Епаминонд не траят дълго в този период на непрекъснато сменящи се хегемонии в Древна Гърция. Точно 27 години след неговата смърт въстаналата Тива е заличена от Александър Македонски. Епаминонд, смятан от съвременниците си за идеалист и освободител, днес се помни с десетилетието на военни кампании от 371 пр.н.е. до 362 пр.н.е., които подкопават силата на доминиращите полиси в Елада и проправят пътя на македонската доминация.

## Исторически извори
Макар Епаминонд да е исторически забележителна фигура, информацията за него е сравнително оскъдна, тъй като нито един древен историк не дава пълно описание на живота му. Известно е, че негови животописи са създали Корнелий Непот, Павзаний, Плутарх, Диодор Сицилийски и Ксенофонт, но не всички са оцелели до днес. Освен това не цялата информация от античните автори, занимавали се с живота му, се смятана за напълно достоверна.
Биографията от Непот е кратка, малко повече информация може да бъде намерена в „описание на Елада“ от Павзаний, Плутарх пише животопис, който обаче е изгубен, а някои детайли от живота на Епаминонд фигурират в животописите на Пелопид и Агезилай.
В общите исторически описания за историческите събития от времето на Епаминонд Диодор Сицилийски запазва някои детайли, докато Ксенофонт (който симпатизира на Спарта и нейния цар Агезилай), изобщо избягва споменаването на Епаминонд там, където е възможно, и дори не отбелязва участието му в битката при Левктра.

## Младост, образование и личен живот
Баща му, Полимний, е обеднял потомък на стара тиванска аристократична фамилия. Въпреки това Епаминонд получава отлично образование; неговите учители по музика са сред най-добрите. Известно е, че неговият преподавател по философия Лизий от Тарент е един от последните големи питагорейски философи.
Епаминонд е известен със своята физическа сила и като млад отделя значително време на бойната подготовка. През 385 пр.н.е. в схватка близо до град Мантинея Епаминонд спасява с голям риск за собствения си живот бъдещия си колега Пелопид и това сплотява двамата в приятелство за цял живот. По време на военната си кариера той продължава да бъде прочут с тактическите си умения и подчертаните си способности в ръкопашен бой.
Епаминонд никога не се жени и е обект на чести критики от страна на своите съграждани, които смятат, че той е морално задължен да облагодетелства със синове както родината си, така и самия себе си. В отговор Епаминонд отговаря, че победата при Левктра е негова дъщеря, предопределена да живее вечно.
Епаминонд прекарва целия си живот в бедност, отхвърляйки възможността да забогатее, като се възползва от политическата си власт. Корнелий Непот отбелязва неговата неподкупност и описва отказа към персийски посланик, който пристига при него с подкуп. В духа на питагорейците той дарява щедро приятелите си и ги окуражава към същите действия. Тези аспекти от характера на Епаминонд допринасят особено за неговото реноме след смъртта.

## Ранна кариера
Епаминонд живее в особено размирен период от гръцката и тиванската история. След края на Пелопонеската война през 404 пр.н.е. Спарта предприема агресивна политика спрямо останалите части на Елада и бързо отчуждава от себе си много от своите бивши съюзници. Същевременно Тива е увеличила значително мощта си през войната и се стреми да поеме контрола над останалите беотийски градове. Тази политика заедно с други спорове довежда до Коринтската война. Около 395 пр.н.е. Тива се оказва в бойните редици рамо до рамо с Атина, Коринт и Аргос срещу Спарта (неин бивш съюзник), а в морските сражения участва и Персия. Войната продължава осем години, като спартанците понасят редица поражения. Към края на войната Тива смекчава своите експанзионистични амбиции и се завръща в стария съюз със Спарта.
През 382 пр.н.е обаче спартанският пълководец Фобид прави стратегическа грешка, която обръща Тива отново срещу Спарта и проправя пътя за възхода на Епаминонд във властта. Нахлувайки в Беотия, Фобид се възползва от гражданската война в Тива, за да осигури безпрепятствено влизане в града на своите войски. След като влиза, той завладява Кадмея (тиванския акропол) и форсира антиспартанската партия в града. Епаминонд, макар да е свързан с тази фракция е оставен, тъй като е смятан за нищо повече от един обеднял философ.

### Тиванската победа
В годините след установяването на спартанска власт, тиванците, изпратени в изгнание от новото правителство, се обединяват в Атина и се приготвят със скрита помощ от страна на атиняните да си възвърнат града. Те комуникират с Епаминонд, който започва да подготвя млади мъже в Тива. През 379 пр.н.е. малка група изгнаници, водена от Пелопид, нахлува в града и убива лидерите на проспартанското правителство. Епаминонд и Горгид начело на група млади мъже се вмъкват в оръжейните, взимат оръжие и подпомогнати от атински хоплити, обграждат спартанците на Кадмея.
На следващия ден в тиванското народно събрание Епамононд и Горгид заедно с Пелопид увещават присъстващите да се бият за тяхната свобода. Следват бурни възгласи на одобрение, които акламират Пелопид и неговите мъже като освободители. В страх за живота си, спартанският гарнизон се предава и изтегля. Тиванците от проспартанската групировка също решават да се предадат; по-късно обаче те са убити от победилите въстаници. 

### След победата
Когато новината за възвръщането на старата власт в Тива достига до Спарта, е изпратена армия начело с цар Агезилай, за да подчини непокорния град. Тиванците отказват да се срещнат със спартанците на бойното поле и затова окупират една крепост извън града. Спартанците опустошават провинцията, но са принудени да се оттеглят, оставяйки Тива независима. За кратко тиванците успяват да преорганизират техния стар беоийски съюз в нов, по-демократичен. Градовете в Беотия се обединяват в конфедерацията, чието административно тяло се състои от седмина пълководци – беотархи, избирани от седем района в Беотия. Това политическо обединение е толкова успешно, че оттук нататък етнонимните епитети тивански и беотийски стават синоними.
Търсейки възможност да унищожат новата държава, спартанците нахлуват три пъти за следващите седем години. Първоначално беотийците не се осмеляват да излязат лице в лице на бойното поле, а само се отбраняват от врага. Своето предимство обаче те показват през 375 пр.н.е., когато Пелопид със своя отряд успява да се вреже в сърцето на спартанската фаланга в битката при Тегира. Макар Спарта да остава върховна сила в Елада, беотийците демонстрират, че те са военна заплаха и политически сплотена сила. По същото време Пелопид, застъпник за агресивна политика срещу Спарта, се издига и установява като голям лидер в Тива, като се сработва отлично с Епаминонд в оформянето на беотийската външна политика.

## 371 пр.н.е.
Нито един извор не заявява кога точно Епаминонд е избран първи път за беотарх, но към 371 пр.н.е. той вече е в длъжност и на следващата година предвожда беотийската делегация на мирната конференция, състояла се в Спарта.
Слабоват опит за всеобщ мир е направен през 375 пр.н.е., но безцелните боеве между Атина и Спарта са подновени през 373 пр.н.е.. Същевременно Тива подсилва своята конфедерация. Към 371 пр.н.е. Атина и Спарта са изморени от продължителна война и затова е насрочена мирна конференция. Там Епаминонд причинява драстично неразбирателство със Спарта, като настоява за подписване не само за Тива, но и за всички беотийци. Агезилай отказва да позволи това с убеждението, че останалите беотийски градове трябва да бъдат независими;
Епаминонд контрира със сравнението, че в такъв случай градовете в Лакония също трябва да бъдат самостоятелни.
Разгневен, Агезилай премахва Тива от документа. Делегацията се завръща в Тива и двете страни започват да се готвят за война.

### Левктра
Непосредствено след провала на мирните преговори, са изпратени заповед от Спарта към спартанския цар Клеомброт I, който е начело на армията във Фокида, да потегли на поход към Беотия незабавно. С цел да избегне беотийските засади по планинските проходи, Клеомброт прави неочаквана маневра, изненадва беотийците от неочаквана позиция и бързо завзема едно укрепление и няколко триреми. Напредвайки към Тива, той установява лагера си край Левктра, на територията на теспите. Тук беотийската армия решава да го пресрещне. Спартанската армия се състои от 10 000 хоплити, 700 от които са елитни войници, известни като спартиати. Беотийците наброяват едва 6000, подкрепени от конница, която е по-мощна от пелопонеската.
При подреждането на войските преди битката Епаминонд използва стратегия, още нечувана в гръцкото военно дело. Традиционно фалангата влиза в бой с елитните войски в десния фланг – „фланга на честта“. Така, в спартанската фаланга, Клеомброт и неговите спартиади са отдясно, докато по неопитните пелопонески съюзници са отляво. За да се противопостави на превъзходството на врага, той прилага две тактически иновации. Първо, той и неговите тиванци застават вляво заедно с елитния свещен отряд под командването на Пелопид в края на същия фланг. Второ, осъзнавайки, че не би могъл да разпростре своите войски така, че да отговарят на ширината на пелопонеската фаланга, без излишно да стеснява линията, той изостава всякакви опити да покрие спартанците на ширина.
Вместо това, той удължава фалангата вляво, правейки 50 редици в дълбочина, вместо общоприетите от 8 до 12. Когато битката започва, силният фланг атакува с двойна скорост, докато по-слабият отстъпва и забавя действията на противника.
Тактиката с дългата фаланга е въведена от друг тивански пълководец – Пагонид, който използва фаланга, дълга 25 души в битката при Делий, но разместената линия на нападение е иновация. Така Епаминонд създава тактиката с отказването от единия фланг.
Битката започвам със сблъсък между конниците, от който тиванците излизат победители. Спартанските конници са принудени да отстъпят назад в редиците на фалангата, разрушавайки редиците на пехотата. Получили предимство, беотийците пресират противника. Клеомброт е убит и макар лакедемонците да удържат достатъчно дълго, за да се спасят, тяхната линия скоро е пресечена от силата на тиванската атака. В критичния за противника момент, Пелопид организира пълна атака с свещения отряд и спартанците са принудени да се впуснат в бягство. Пелопонеските съюзници, виждайки това, започват масово отстъпление. Убити са 4 хиляди пелопонесци срещу само 300 беотийци. Твърде важна последица е фактът, че загиват 400 от 700 спартиади, катастрофална загуба, която се оказва сериозна заплаха за бъдещите военни възможности на Спарта.

## Тиванска хегемония

### Първа инвазия в Пелопонес
За около година след победата при Левктра, Епаминонд се занимава с консолидиране на беотийската конфедерация, принуждавайки предишния про-спартански полис Орхомен да се присъедини към съюза. В края на 370 пр.н.е. спартанците под ръководството на Агезилай се заемат да дисциплинират своя нов непокорен съюзник Мантинея и Епаминонд решава да се възползва, като нахлуе в Пелопонес и разбие спартанската сила веднъж завинаги. Той си пробива път покрай укрепленията на коринтския провлак и се отправя на юг към Спарта с контингенти от някогашни спартански съюзници, присъединили се към Епаминонд.
В Аркадия той прогонва спартанската армия, заплашваща Мантинея, а след това се заема с основаването нов град – Мегаполис и формирането на аркадийски съюз по модел на беотийския. На юг пресича река Еврота – граница на Спарта, която никоя вражеска армия не е пресичала дотогава в историческата памет. Спартанците, не желаейки да влязат с толкова голяма армия в директно сражение на бойното поле, се укриват в града, докато през това време тиванците опустошават Лакония. Епаминонд прави обходна маневра на север отново през Аркадия и се отправя на юг към Месения, област, завладяна от Спарта преди повече от 200 години. Там Епаминонд възстановява едноименния град Месения на планината Итоми с укрепления, които се оказват едни от най-здравите в Гърция.
След това той се отзовава на призива на месенски изгнаници от цяла Елада да се върнат и да възстановят своята родина. Загубата на Месения е особена щета за спартанците, тъй като тази територия е една трета от спартанските земи и дава половината от илотското население.
В тези няколко месеца Епаминонд успява да създаде две нови държавни обединения, които да могат да се противопоставят като противници на Спарта, основите на чиято икономика са разбити заедно с нейния престиж. След като завършва това си дело, Епаминонд се завръща като победител в Тива.

### Процес
При завръщането си в родината Епаминонд не е посрещнат с почести като герой, а напротив – със съдебен процес, организиран от неговите политически врагове. Обвинението, че е задържал възложената му власт прекалено дълго, е неоспоримо вярно; с цел да завърши всичко, което желае в Пелопонес, Епаминонд е убедил своите колеги беотархи да останат на служба за още няколко месеца след изтичането на мандата им. В своя защита Епаминонд чете своя версия на евентуалното решение за неговата екзекуция:
| “ | Тиванците наказват Епаминонд със смърт, защото при Левктра ги принудил да победят лакедемонците, които преди неговото командване нито един беотиец не би се осмелил да погледне на бойното поле; и затова, че той чрез не една битка спасил от гибел Тива, но и дал свобода на цяла Елада и не спрял да преследва войната дотогава, докато не заселил Месена и не затворил спартанците в обсада. | ” |

Журито избухва в смях, обвиненията са свалени и Епаминонд е преизбран за беотарх за следващата година.

### По-късни кампании
През 369 пр.н.е. Епаминонд отново нахлува в Пелопонес, но този път постига малко освен победата над Сикион и включването му в алианс с Тива. Когато се завръща в родината си, отново е изправен пред съди отново оправдан.
Въпреки своите постижения той не е избран за мандат за следващата година – един-единствен случай от битката при Левктра до смъртта му. През тази година той служи като обикновен войник, когато армията организира поход в Тесалия, за да спаси Пелопид, който е пленен от Александър от Фера, докато служи като посланик. Командирите, които предвождат експедицията, са надвити и са принудени да отстъпят и спасяват армията си. Обратно в Тива Епаминонд е възстановен на поста командващ и повежда армията отново към Тесалия, където надхитрява тесалийците и осигурява освобождаването на Пелопид без боеве.

През 366 пр.н.е. е съставен съвместен мир на конференция в Тива, но преговорите не разрешават проблема за враждебността между Тива и други държави, които негодуват срещу нейното влияние. Мирът никога не е напълно приет и битките скоро са подновени. През пролетта на следващата година, Епаминонд се завръща към Пелопонес за трети път, търсейки възможност да осигури съюз между ахейските държави. Въпреки че нито една армия не се осмелява да го предизвика на бойното поле, демократичните управления, които той установява просъществуват за кратко, като про-спартански настроените аристократи се завръщат в техните градове и полагат отново основите на олигархията. 
През десетилетието след битката при Левктра, много бивши съюзници на Тива дезертират към спартанския съюз или дори към алианси с други враждебни полиси. През 371 пр.н.е атинската еклесия реагира на новините от Левктра с безчувствено мълчание. Фера в Тесалия, реален съюзник от 70-те години, по подобен начин се отвръща от новия хегемон след битката. Към средата на десетилетието, дори самите аркадийци (чийто съюз Епаминонд установява през 369 пр.н.е.) се обръщат против него. Единствено месенците остават твърдо лоялни.
Беотийските армии организират походи в Елада срещу своите въставащи опоненти; през 364 пр.н.е. Епаминонд дори повежда своя полис срещу Атина по море. В тази същата година Пелопид е убит в битката при Киноскефала, докато воюва с Александър от Тесалия. В негово лице Епаминонд губи най-големия си политически съюзник в Тива.

### Битка при Мантинея
При нарастващата опозиция срещу тиванската хегемония Епаминонд организира своята последна експедиция в Пелопонес през 362 пр.н.е.. Целта на похода е да покори Мантинея, която се противопоставя на тиванското влияние в региона. Когато достига Мантинея, обаче Епаминонд получава сведения, че толкова много спартанци са изпратени да защитават Мантинея, че самата Спарта е останала незащитена. Виждайки добра възможност, Епаминонд се насочва през Лакония с максимално бърз ход. Спартанският цар Архидам е предупреден чрез бързоходец и при пристигането си Епаминонд заварва града добре защитен. Надявайки се, че неговите противници са оголили защитата на Мантинея в желанието си да предпазят Спарта, той се връща в лагера си при Тегея и изпраща конница към Мантинея, но сблъсък с атинската конница извън стените осуетява плановете му. Осъзнавайки, че е необходима пехотна битка, ако иска да запази тиванското влияние в Пелопонес, Епаминонд приготвя армията си за сражение.

Това, което се разиграва на равнината при Мантинея е най-голямата хоплитска битка в историята на Елада. Почти всеки полис участва на една от вражеските страни. С беотийците са тегейците, мегаполитанците и аргивците. На страната на мантинейците и спартанците са атиняните и елейците. Пехотите на двете армии са 20 000 към 30 000. Както при Левктра Епаминонд подрежда тиванците отляво за разлика от противника. По крилата той поставя силни части от конницата, подсилени от пехота. Така той се надява да постигне бърза и резултатна победа срещу вражеската фаланга.
Битката се развива точно както Епаминонд е планирал. Силните части по крилата форсират артинската и мантинейската конници и започват да атакуват фланговете на вражеската фаланга. В хоплитската битка за кратко се наблюдава баланс, но скоро тиванците вляво разкъсват редиците на спартанците и цялата противникова фаланга започва бягство.
Очертава се друга решителна тиванска победа по модела на тази при Левктра, но в преследването на отстъпващия противник, е ранен Епаминонд, който умира бързо впоследствие.
Новината за смъртта на Епаминонд се предава от войник на войник и беотийските съюзници изведнъж спират преследването на врага. Ксенофонт, който завършва своята история с битката при Мантинея, обобщава резултатите от сражението:
| “ | Тези събития довели до последствия, коренно противоположни на тези, които се очаквали от всички хора. Там се събирала почти цяла Гърция и хората тръгвали с оръжие в ръце един срещу друг, всички очаквали, че ако стане сражение, то тези, които победят, ще получат в свои ръце властта над Гърция, а победените ще им се подчиняват. Обаче, по волята на боговете се случило така, че двете страни, като победители, поставили трофей и нито едните, нито другите не притежавали сили да възпрепятстват противника да направи това; двете страни, като победители, дали на противника труповете, сключвайки примирие, и двете страни, отново като победени, се съгласили на това. След това и двете страни твърдели, че са победили, и нито една от страните не получила след тази битка нито нов град, нито нова територия и власт повече от това, което е имала преди този бой. Това сражение внесло още по-голямо объркване и бъркотия в делата на Гърция, отколкото е било преди това. | ” |

В своите последни думи Епаминонд увещава тиванците да създадат мир, след като вече няма кой да ги предвожда. След битката мирно споразумение е сключено, но на базата на очерталото се ново статукво.

## Епаминонд в историята
Запазените биографии на Епаминонд обикновено го описват като един от най-талантливите мъже на Елада в последните 150 години от нейната независимост. Във военното дело той е поставян над всички тактици в елинската история с изключение на Филип Македонски, макар някои съвременни историци да отричат неговата огромна стратегическа проницателност. Неговите иновативни подходи му позволяват да победи при Левктра прославената спартанска фаланга с по-малка бойна сила и неговото оригинално решение да се откаже от силен десен фланг е първата документирана успешна употреба на подобен тип тактика. Много от тези тактически нововъведения са използвани по-късно от Филип II Македонски, който в своята младост прекарва значително време в Тива като заложник и има възможност да се учи директно от Епаминонд. Виктор Дейвис Хенсън предполага, че ранното философско обучение на Епаминонд допринася за изграждане на уменията му като пълководец. 
По отношение на характера Епаминонд е извън укорите на античните историци, които предават неговите дела. Съвременниците го възхваляват като отричащ материалните блага, споделящ всичко с приятелите си и неподкупен. Един от последните последователи на питагорейската традиция, той има прост и аскетичен начин на живот дори, когато се издига до позицията на върховен лидер в цяла Елада.
В някои отношения Епаминонд коренно променя лицето на Елада през 10-те години, в които е централна фигура в елинската политика. До неговата смърт Спарта е смирена, Месения – свободна и Пелопонес абсолютно реорганизиран. В друг аспект той оставя след себе си тази Елада, която е открил. Горчивите разделения и вражди, които тровели междуполисните отношения в Елада за повече от век се оказват по-силни, отколкото преди битката при Левктра. Бруталните междуособни войни продължават до възхода на Македонското царство, което ги спира завинаги.
При Мантинея Тива надвива обединените сили на най-великите полиси в Елада, но победата не ѝ носи никаква плячка.
Със слизането от сцената на Епаминонд тиванците се връщат към тяхната традиционна отбранителна политика и за няколко година Атина ги измества от върха на елинската политическа система. Нито един елински полис отново не свежда Беотия до подчинението, в което тя е била по времето на спартанската хегемония, но тиванското влияние увяхва бързо в другите краища на Елада. При битката при Херонея през 338 пр.н.е. обединените сили на Тива и Атина са разгромени от армията на Филип Македонски и е сложен краят на тиванската независимост. Три години по-късно, насърчени от лъжлив слух, че Александър Велики е убит, тиванците въстават; Александър смазва въстанието, след което разрушава града, избива или поробва жителите. Така 27 години след смъртта на Епаминонд Тива е заличена от лицето на земята, нейната 1000-годишна история завършва в рамките на няколко години.
По тази причина Епаминонд е запомнен и като освободител, и като разрушител. Той е почитан през цялата Античност като един от най-великите мъже в историята. Цицерон го възхвалява като „първия мъж по мое мнение в Елада“, а Павзаний увековечава почетните стихове от неговата гробница:
Чрез моите съвети Спарта бе лишена от нейната слава

и свещената Месения получи накрая своите деца.

От ръцете на Тива бе издигнат Мегалополис със стените,

и цяла Елада спечели независимост и свобода.

Действията на Епаминонд са със сигурност добре приети от месенците и други, на които той помага по време на кампаниите си срещу спартанците. Същите тези спартанци, обаче са в центъра на елинската съпротива срещу персийската инвазия през 5 век пр.н.е. и тяхното отсъствие е истински почувствано при Херонея. Безкрайните войни, в които Епаминонд също взима участие, единствено отслабват елинските градове, а те вече не могат да удържат своя собствен съсед на север. Докато Епаминонд воюва, за да осигури свобода на беотийците, се приближава все повече денят, в който цяла Елада ще бъде покорена от нов нашественик. Виктор Дейвис Хенсън предполага, че Епаминонд може да е планирал да организира цяла Гърция в регионални демократични федерации, но дори това твърдение да е вярно, подобен план не е изпълнен. При всичките си благородни качества Епаминонд не успява да надвие елинската система на съперничество и междуособици и така оставя Гърция по-опустошена от войни, но не по-малко разединена от тази, която той е заварил.